# Празький маніфест
Празький маніфест (Маніфест КВНР) — назва політичної платформи та програмного документу Комітету визволення народів Росії (КОНР).

## Передумови

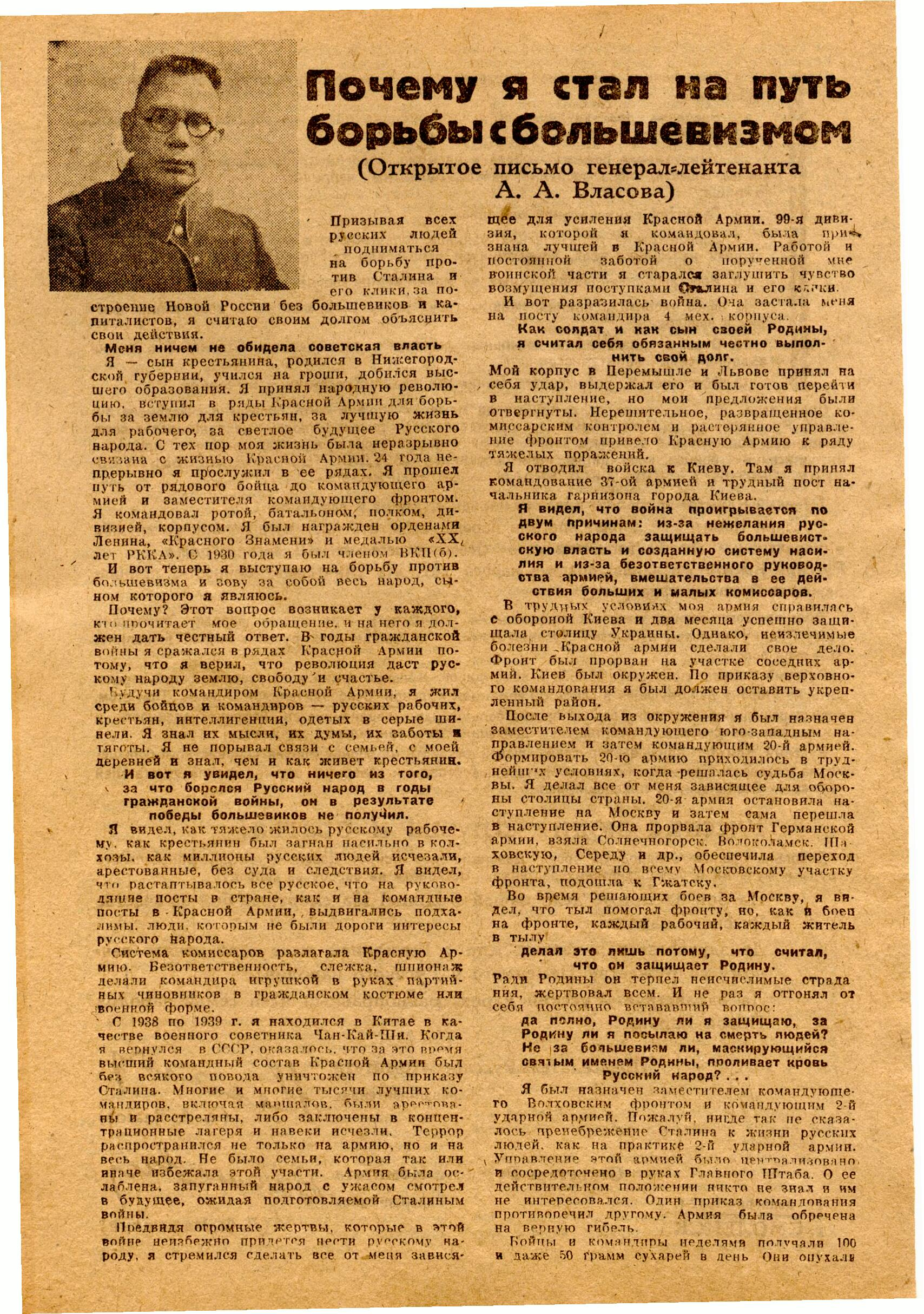
Листівка «Чому я став на шлях боротьби з більшовизмом?» Частина 1

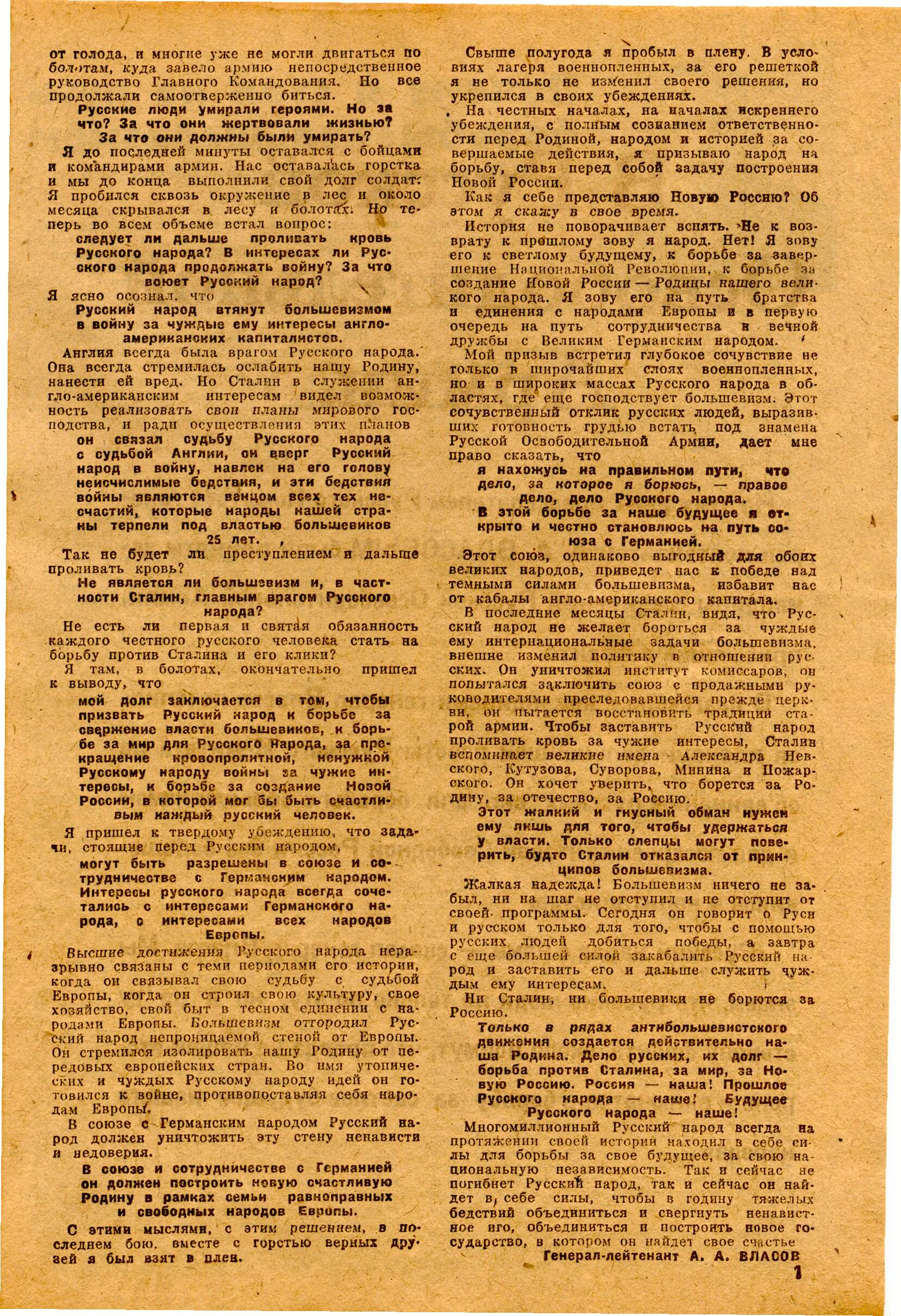
Листівка «Чому я став на шлях боротьби з більшовизмом?» Частина 2

Першим політичним документом керівника генерала Власова став лист, направлений 3 серпня 1942 року німецькому командуванню, в якому він пропонував свої послуги у боротьбі з СРСР.
У листі йшлося про те, що значна частина військовополонених є опозиційно налаштованими до керівництва СРСР через масштабні передвоєнні Сталінські репресії. У документі пропонувалося створити єдиний центр з формування російської армії, яка буде воювати проти Червоної армії.
27 грудня 1942 року в Берліні був підписано «Звернення Російського Комітету до бійців і командирів Червоної Армії, до всього російського народу та інших народів». Даний документ був підписали Власов Андрій Андрійович і Малишкін Василь Федорович. 3 березня 1943 вийшов відкритий лист Власова «Чому я став на шлях боротьби з більшовизмом?», що мав пропагандистські цілі.
Разом з Власовим пропагандистські документи підписувати і готували інші представники колаборантів. Однак ці документи мали незначний вплив н військовополонених. Крім того, самі представники колаборації мали доволі неоднозначну репутацію, що відображалося на відносинах з німецькими владними колами. Власівський рух доволі довгий час не виходив за рамки пропагандистської організації, однак величезні втрати Вермахту в людській силі змусили керівництво Рейху шукати нові способи залучення військовополонених у склад армії. Для цього необхідно було створити організацію, що мала би ознаки «нового російського уряду».
Створення такого «нового уряду» стало можливим після невдалого замаху на Гітлера 20 липня 1944 року. У боротьбі відомств Розенберга, Абвера, СС і Вермахту, в підсумку переміг рейсхфюрер СС Гіммлер. Він наказом Гітлера був призначений Командувачем армією резерву, тобто був відповідальний за формування нових військових частин. Власов і його прихильники розуміли, що це, ймовірно, вже їх останній шанс для створення російської національної армії.
Зустріч Власова з Гіммлером відбулася 16 вересня 1944. У підсумку Власов отримав згоду на об'єднання під своїм командуванням всіх російських частин. формування двох нових дивізій та створення органу, що уособлював би собою «російський уряд у вигнанні». Публіцист Свен Штеенберг ствержує, що: 
| «Власов наполягав на негайному виведенні всіх російських частин з-під управління німців. Він також вимагав зняття заборони на переговори з представниками національних меншин та їх перепідпорядкування йому. Він заявив про бажання прийняти концепцію устрою Росії як федеративної держави. Остаточне формування російської держави можна буде завершити на основі референдуму»[3]. |
Гіммлер, як і Власов вважав, що для того, щоб справити більше враження організація «нового уряду» повинна початися з проголошення програмних засад. Для цього пропонувалося скласти декларативний документ — маніфест.

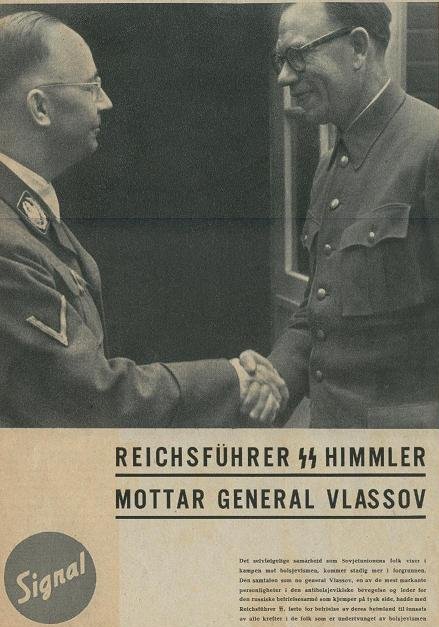
Зустріч Власова та Гіммлера

## Підготовка документу
Після затвердження плану дій у Гіммлера колабораціоністи Власова починають працювати над Маніфестом. Його засадничі позиції належало проголосити на помпезно-урочистій церемонії в Празі, яку обрали тому що вважалося необхідним це зробити саме у слов'янському місті. Жилєнков Георгій Миколайович аргументував вибір Праги як міста для підписання маніфесту так:

| «Все це затія німців, на кошти яких проводилося це засідання з метою показати, що комітет нібито незалежний від німців. До того ж деякі члени комітету не вірили в перемогу Німеччини над СРСР і мріяли в майбутньому перейти на бік англо-американських військ для проведення своєї антирадянської діяльності»[4] |
Підготовкою документа займалися  Василь Малишкін, Федір Трухін та інші. Георгія Жилєнкова було обрано головою комісії. Закінчений текст документа був відправлений Гіммлеру. Він зажадав доповнити маніфест пунктами боротьби проти США і Великої Британії та «про боротьбу проти євреїв». Другий пункт власівці приймати відмовилися, а щодо боротьби проти союзників, після палких суперечок воювати погодилися. Проголошення було намічено на 14 листопада, хоча спочатку його планували провести в річницю Жовтневої революції.

## Зміст документу
Маніфест складався з 14 пунктів. Згідно них цілями КВНР були: повалення більшовиків і відновлення прав народів, завойованих ними в результаті Лютневої революції, припинення війни і укладення з Німеччиною почесного миру, створення вільної народної державності без більшовиків і експлуататорів.
Який почесний мир збиралися укладати члени КВНР з Німеччиною, обумовлено не було, що залишало можливість трактувань.
| В основу нової державності народів Росії Комітет покладає такі основні засади: 1. Рівність всіх народів Росії та їх право на національний розвиток, самовизначення і державну самостійність. 2. Затвердження національно-трудового ладу, при якому всі інтереси держави підпорядковані завданням підняття добробуту і розвитку нації. 3. Збереження миру і встановлення дружніх відносин з усіма країнами та всебічний розвиток міжнародної співпраці. 4. Широкі державні заходи щодо зміцнення сім'ї та шлюбу. Дійсна рівноправність жінки. 5. Ліквідація примусової праці та забезпечення трудящим дійсного права на вільну працю, їх матеріальний добробут, встановлення для всіх видів праці оплати в розмірах, що забезпечують культурний рівень життя. 6. Ліквідація колгоспів, безоплатна передача землі в приватну власність селян. Свобода форм трудового землекористування. Вільне користування продуктами власної праці, скасування примусового постачання і знищення відміна боргових зобов'язань перед радянською владою. 7. Встановлення недоторканною приватної трудової власності. Відновлення торгівлі, ремесел, кустарного промислу та надання приватній ініціативі права і можливості брати участь у господарському житті країни. 8. Надання інтелігенції можливості вільно творити на благо свого народу. 9. Забезпечення соціальної справедливості та захисту трудящих від будь-якої експлуатації, незалежно від їх походження і минулої діяльності. 10. Введення для всіх без винятку дійсного права на безкоштовну освіту, медичну допомогу, на відпочинок, на забезпечення старості. 11. Знищення режиму терору і насильства. Відміна насильницьких переселень та масових висилок. Введення свободи релігії, совісті, слова, зборів, друку. Гарантія недоторканності особи, майна і житла. Рівність всіх перед законом, незалежність і гласність суду. 12. Звільнення політичних в'язнів більшовизму і повернення на Батьківщину з в'язниць та таборів усіх тих, що зазнали репресій за боротьбу проти більшовизму. Ніякої помсти і переслідування тих, хто припинить боротьбу за Сталіна і більшовизм, незалежно від того, чи вів він її на власне переконання чи вимушено. 13. Відновлення зруйнованого в ході війни народного надбання - міст, сіл, фабрик і заводів за рахунок держави. 14. Державне забезпечення інвалідів війни та їх сімей[6]. Оригінальний текст (рос.) В основу новой государственности народов России Комитет кладет следующие главные принципы: # Равенство всех народов России и действительное их право на национальное развитие, самоопределение и государственную самостоятельность. # Утверждение национально-трудового строя, при котором все интересы государства подчинены задачам поднятия благосостояния и развития нации. # Сохранение мира и установление дружественных отношений со всеми странами и всемерное развитие международного сотрудничества. # Широкие государственные мероприятия по укреплению семьи и брака. Действительное равноправие женщины. # Ликвидация принудительного труда и обеспечение трудящимся действительного права на свободный труд, созидающий их материальное благосостояние, установление для всех видов труда оплаты в размерах, обеспечивающих культурный уровень жизни. # Ликвидация колхозов, безвозмездная передача земли в частную собственность крестьян. Свобода форм трудового землепользования. Свободное пользование продуктами собственного труда, отмена принудительных поставок и уничтожение долговых обязательств перед советской властью. # Установление неприкосновенной частной трудовой собственности. Восстановление торговли, ремесел, кустарного промысла и предоставление частной инициативе права и возможности участвовать в хозяйственной жизни страны. # Предоставление интеллигенции возможности свободно творить на благо своего народа. # Обеспечение социальной справедливости и защиты трудящихся от всякой эксплуатации, независимо от их происхождения и прошлой деятельности. # Введение для всех без исключения действительного права на бесплатное образование, медицинскую помощь, на отдых, на обеспечение старости. # Уничтожение режима террора и насилия. Ликвидация насильственных переселений и массовых ссылок. Введение действительной свободы религии, совести, слова, собраний, печати. Гарантия неприкосновенности личности, имущества и жилища. Равенство всех перед законом, независимость и гласность суда. # Освобождение политических узников большевизма и возвращение на родину из тюрем и лагерей всех, подвергшихся репрессиям за борьбу против большевизма. Никакой мести и преследования тем, кто прекратит борьбу за Сталина и большевизм, независимо от того, вел ли он ее по убеждению или вынужденно. # Восстановление разрушенного в ходе войны народного достояния - городов, сел, фабрик и заводов за счет государства. # Государственное обеспечение инвалидов войны и их семей. |

## Значення
Якщо для самих «власівців» Маніфест мав велике значення, бо де-факто і де-юре Німеччина визнавала їх, та ставила на вищий щабель у взаємовідносинах, то на солдат радянської армії, за словами російського сучасного бібліографа Сергія Глезерова, він не мав жодного впливу:

| На радянському боці фронту маніфест виявився майже невідомий, і він не міг сильно вплинути на масову свідомість. Але, як не дивно, маніфест викликав певний резонанс серед радянських біженців, військовополонених та остарбайтерів, які перебували в кінці 1944 року в Рейху. До квітня 1945 КВНР отримав не менше трьохсот тисяч заяв від добровольців, готових вступити у армію КВНР. Остання група полонених командирів прибула з норвезьких таборів в квітні 1945 року[7]. |
Всі проголошувані демократичні цінності явно не відповідали реальному стану речей. Німеччина, хоч і зазнавала поразки на всіх фронтах, жодним чином не збиралася надалі сприяти відновленню російської державності. Це було насамперед пов'язано з ідеологічними установками правлячої партії.
На Заході маніфест був практично невідомий населенню і тільки вже історики дали йому оцінку. Так, англійський історик Р. Конквест писав:

| «Виданий ним [Власовим] 14 листопада 1944 політичний "Маніфест"показує, що він аж ніяк не симпатизував нацизму - його єдиною метою була демократична Росія» |
У той час як в радянська історіографія не приховує своєї заангажованості у питанні визначення ролі Маніфесту:

| «Маніфест являє собою огидний гібрид власовщіни і білогвардійщини, дивовижну суміш націонал-соціалізму [...] чорносотенних гасел, близьких по духу гаслам "Союзу Михайла Архангела" та програми білоемігрантського НТС» |